# Mondovisione (Righeira)
Mondovisione è il quarto album in studio del duo musicale italiano Righeira, pubblicato il 2 febbraio 2007 dalla SAIFAM. L'album propone brani musicali inediti, eccezion fatta per La mujer che tu quieres che è una reinterpretazione in lingua spagnola del brano dei Devo Girl U want.

## Tracce
1. Accendi la televisione – 3:49
2. Inizio delle trasmissioni – 0:41
3. Tu sei sul video – 3:09
4. Futurista – 3:38
5. La musica electronica – 3:29
6. Il numero che non c'è – 3:19
7. Electro Felicity – 4:01
8. Invisibile (feat. Lubna) – 3:17
9. La Mujer Que Tu Quieres – 2:56
10. China Disco – 3:48
11. Die Wende (feat. D.D.R.) – 4:04
12. Il destino di una nazione – 3:21
13. Mondovisione – 3:43
14. Fine delle trasmissioni – 3:22

## Formazione
- Johnson Righeira - voce
- Michael Righeira - voce
- Roberto Bovolenta - chitarra (tracce 1, 8-10, 13)
- Davide Rossi - violino (traccia 11)
- Fabio Serra - cori (traccia 4)
- Fabio Turatti - cori (traccia 4)
- Johnny Di Martino - cori (traccia 4)
- Mauro Farina - cori (traccia 4)